# The Pretender (album)
Pour les articles homonymes, voir The Pretender.
Albums de Jackson Browne
Late for the Sky
(1974) Running on Empty
(1977)
The Pretender (1976) est le 4e album solo de l'auteur-compositeur-interprète américain de rock Jackson Browne.

## Présentation
L'album a été 5e au classement Pop-rock du Billboard en 1976.

## Titres de l’album
1. "The Fuse" – 5:50
2. "Your Bright Baby Blues" – 6:05
3. "Linda Paloma" – 4:06
4. "Here Come Those Tears Again" (Browne, Nancy Farnsworth) – 3:37
5. "The Only Child" – 3:43
6. "Daddy's Tune" – 3:35
7. "Sleep's Dark and Silent Gate" – 2:37
8. "The Pretender" – 5:53

Les compositions sont de Jackson Browne, sauf indication contraire.

## Musiciens
- Jackson Browne - guitares, piano, claviers, vocaux
- Roy Bittan - piano
- Rosemary Butler - vocaux
- David Campbell - Alto (violon)
- Gary Coleman - percussions
- David Crosby - vocaux
- Luis Damian - guitare, vocaux
- Quitman Dennis - cor d'harmonie
- Craig Doerge - piano, claviers
- Chuck Finley - cor d'harmonie
- Lowell George - guitare, vocaux, slide guitare
- Arthur Gerst - harpe, vocaux
- Bob Glaub - guitare basse
- Jim Gordon - batterie, orgue
- Roberto Gutierrez - guitare, violon, vocaux
- John Hall - guitare
- Don Henley - vocaux
- Jim Horn - cor d'harmonie
- David Hyde - cor d'harmonie
- Richard Hyde - cor d'harmonie
- Russ Kunkel - batterie
- Jon Landau - vocaux
- Albert Lee - guitare
- David Lindley - guitare, violon, guitare
- Graham Nash - vocaux
- Bill Payne - orgue, piano, claviers
- Jeff Porcaro - batterie
- Chuck Rainey - guitare basse
- Bonnie Raitt - vocaux
- Leland Sklar - guitare basse
- J.D. Souther - vocaux
- Fred Tackett - guitare
- Mike Utley - orgue, claviers